# IV. třída okresu Uherské Hradiště
IV. třída okresu Uherské Hradiště tvořila společně s ostatními skupinami čtvrté třídy nejnižší (desátou nejvyšší) fotbalovou soutěž v České republice. Byla řízena Okresním fotbalovým svazem Uherské Hradiště. Hrála se každý rok od léta do jara se zimní přestávkou, počet účastníků nebyl stálý. Zanikla po sezoně 2016/17. Vítěz postupoval do III. třídy okresu Uherské Hradiště.

## Vítězové

### IV. třída okresu Uherské Hradiště skupina A
| Ročník    | Vítězný tým                         |
| --------- | ----------------------------------- |
| 2001/2002 | FC Štěrkovna Ostrožská Nová Ves „B“ |
| 2002/2003 | …                                   |
| 2003/2004 | TJ Osvětimany                       |
| 2004/2005 | SK Mařatice                         |
| 2005/2006 | FC Babice                           |
| 2006/2007 | TJ Jiskra Staré Město               |
| 2007/2008 | TJ Sokol Košíky                     |
| 2008/2009 | FC Babice                           |
| 2009/2010 | TJ Sokol Kněžpole „B“               |
| 2010/2011 | Fotbal Kunovice                     |
| 2011/2012 | Sokol Částkov                       |
| 2012/2013 | TJ Sokol Jankovice                  |
| 2013/2014 | TJ Tupesy                           |
| 2014/2015 | FC Babice                           |
| 2015/2016 | TJ Sokol Velehrad                   |
| 2016/2017 | TJ Sokol Jankovice                  |
| 2017/2018 | soutěž zrušena                      |

### IV. třída okresu Uherské Hradiště skupina B
| Ročník    | Vítězný tým                     |
| --------- | ------------------------------- |
| 2003/2004 | SK Ostrožská Lhota              |
| 2004/2005 | TJ Družstevník Popovice         |
| 2005/2006 | TJ Sokol Nezdenice              |
| 2006/2007 | Sokol Bystřice pod Lopeníkem    |
| 2007/2008 | TJ Pitín                        |
| 2008/2009 | TJ Vlčnov                       |
| 2009/2010 | FK DOBET Ostrožská Nová Ves „B“ |
| 2010/2011 | FC Strání „B“                   |
| 2011/2012 | TJ Dolní Němčí „B“              |
| 2012/2013 | TJ Sokol Březová                |
| 2013/2014 | FC Orel Uherský Brod            |
| 2014/2015 | TJ Přečkovice                   |
| 2015/2016 | TJ Sokol Hradčovice             |
| 2016/2017 | Sokol Suchá Loz                 |
| 2017/2018 | soutěž zrušena                  |